# Villarrica (vulcano)
Il vulcano Villarrica è uno stratovulcano che si trova in Cile, dove è uno dei più attivi. Si trova lungo la zona di faglia Mocha-Villarrica, più a ovest dei vulcani Quetrupillán e Lanín. È situato all’interno di caldere formatesi con il crollo dei precedenti edifici vulcanici ed è coperto da formazioni nevose perenni.